# Apsus Vallis
Apsus Vallis je údolí či bývalé řečiště na povrchu Marsu, nachází se na 35.1° severní šířky a 225° západní délky. Je přibližně 120 km dlouhé a jméno má po tradičním jméně řeky Seman.